# Stanislav Vydra
Stanislav Vydra, (en allemand Stanislaus Wydra), né le 13 novembre 1741 à Königgrätz (Royaume de Bohême) et décédé le 3 décembre 1804 à Prague, est un prêtre jésuite et  théologien catholique qui fut professeur de mathématiques au Clementinum de Prague, ainsi qu'à l’Université de Prague, où il occupa le poste de recteur pendant l’année universitaire 1800. 

## Biographie
Stanislav Wydra était le plus jeune fils du conseiller de Königgrätz Karl Wydra et de Theresia Umlauf, tous deux originaires de Neubidschow. Stanislas reçut d’abord des leçons particulières et fut admis à l'âge de huit ans dans la première classe de latin du collège jésuite de Königgrätz. Le 27 octobre 1757, il entre au noviciat jésuite de Brno. Son frère aîné Ignaz (mort en 1783) en était membre également et par la suite fut supérieur du Collège des jésuites à Tuchomieritz. Après les deux ans de noviciat à Brünn, Stanislaus fit ses Studia humanitatis à Klattau en 1760/61. De 1762 à 1764, il étudia la philosophie et les mathématiques au Clementinum de Prague.
En 1765, ses supérieurs l’envoyèrent au lycée jésuite de Jitschin, où il enseigna la grammaire. Ensuite il revint à Prague pour poursuivre ses études et fut l’adjoint de Joseph Stepling pendant cinq ans. En même temps, il étudiait la théologie et les Mathématiques supérieures auprès de Jan Tesánek. En 1769, il fut ordonné prêtre, à Prague, et en 1770, il achève son 'Troisième An' à Jitschin. En 1771/72 son supérieur religieux lui confia une activité pastorale de remplacement à Vilémov. En 1773, après la dissolution de l'ordre des Jésuites, il fut nommé sur la recommandation de Stepling professeur de mathématiques à l’université Charles. Après la mort de Stepling, il prononça en sa mémoire un discours en latin le 5 décembre 1778 et rédigea également en latin une biographie de Stepling qui fut imprimée. À partir de 1785, les mathématiques, qui étaient jusqu'alors enseignées en latin, durent l’être en allemand. Pour le 100e anniversaire de la mort du jésuite Bohuslav Balbín le 28 novembre 1788, il publia une biographie en langue allemande.
En 1789 et 1790 Vydra fut élu doyen de la faculté de philosophie. En 1799 on lui accorda dans le chapitre de la Toussaint au château de Prague un canonicat qui n’avait plus été attribué depuis longtemps. Pendant l’année universitaire 1800, il occupa le poste de recteur de l'Université. En 1803, il devint aveugle et mourut un an plus tard et fut inhumé au cimetière d'Olšany à Prague.
Le 20 juillet 1816, Josef Ladislav Jandera, élève et successeur de Wydra prononça un discours à sa mémoire (« Rede zur Gedächtnissfeyer des hochwürdigen Herrn Stanislaus Wydra »), qui fut publié la même année chez l’éditeur pragois Gottlieb Haase.

## Écrits
- Historia matheseos in Bohemia et Moravia cultae. Leipzig 1778
- Oratio Ad Monumentum A Maria Theresia Augusta Josepho Stepling. In Bibliotheca Clementina Erectum, Rituque Solenni Dedicatum, 1780
- Počátkowé Arytmetyky, 1806[3]